# Vasilikī Karampatsa
Vasilikī Karampatsa, detta Viki (in greco Βασιλική Καραμπάτσα?; Atene, 10 luglio 1996), è una cestista greca.

## Carriera
Ala grande di 185 cm, ha giocato a Gottinga nella massima serie tedesca. Ha anche un'esperienza in NCAA con la Robert Morris University.
Ha vestito la maglia della Grecia under 20 all'EuroBasket 2016; è comunque nel giro delle Nazionali giovanili e di quella maggiore. Ha partecipato con la Nazionale 3x3 ai Giochi del Mediterraneo 2018.